# Liniový graf

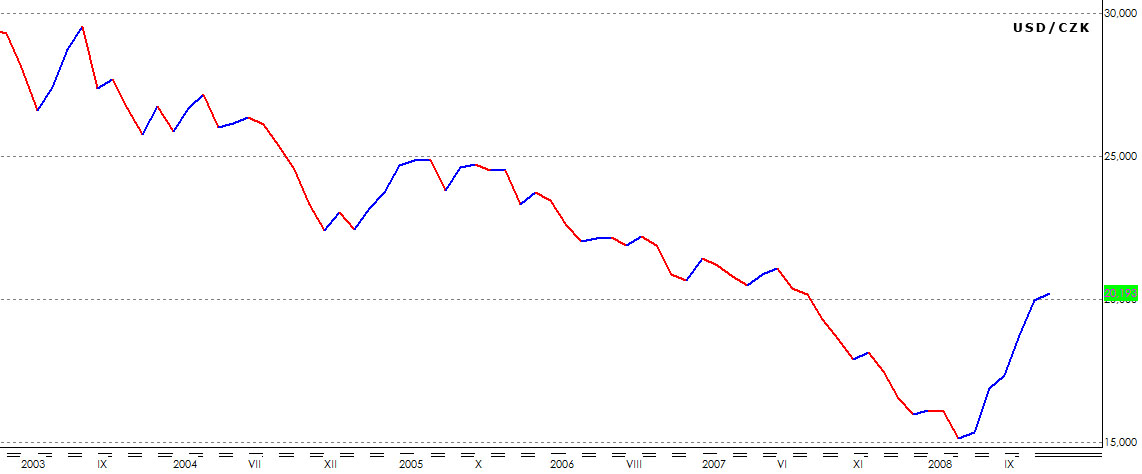
Na grafu je zachycen jednoduše čitelný vývoj; měnový pár USD/CZK, 2003-2008

Liniový graf (nebo také spojnicový graf či čárový graf) je jedním z nejjednodušších typů grafů. Používá se například ve finančnictví. Jednotlivá data jsou spojená čárou.

## Chybné použití
Podobně jako u sloupcového grafu, může absence měřítka či posunutí nuly vést k zavádějícímu grafickému zobrazení. Nesprávné užití druhé osy (měřítka) může být také matoucí. Obdobně i obrácené pořadí (měřítko) osy může vést k horší čitelnosti.